# Mompha sectifera
Mompha sectifera é uma espécie de mariposa do gênero Mompha pertencente à família Coleophoridae.